# Mollet del Vallès (Gerichtsbezirk)
Der Gerichtsbezirk Mollet del Vallès ist einer der 25 Gerichtsbezirke in der Provinz Barcelona.
Der Bezirk umfasst 7 Gemeinden auf einer Fläche von 48,09 km² mit dem Hauptquartier in Mollet del Vallès.

## Gemeinden
| Gemeinde                         | Einwohner (2024) | Fläche km² | Dichte Einw./km² | Cod INE | Postleitzahl |
| -------------------------------- | ---------------- | ---------- | ---------------- | ------- | ------------ |
| La Llagosta                      | 13.085           | 3,01       | 4.347            | 08105   | 08120        |
| Martorelles                      | 4.987            | 3,64       | 1.370            | 08115   | 08107        |
| Mollet del Vallès                | 52.283           | 10,80      | 4.841            | 08124   | 08100        |
| Montmeló                         | 8.906            | 3,88       | 2.295            | 08135   | 08160        |
| Parets del Vallès                | 18.881           | 9,07       | 2.082            | 08159   | 08150        |
| Sant Fost de Campsentelles       | 9.227            | 13,20      | 699              | 08209   | 08105        |
| Santa Maria de Martorelles       | 873              | 4,49       | 194              | 08256   | 08106        |
| Gerichtsbezirk Mollet del Vallès | 108.242          | 48,09      | 2.251            | –       | –            |